# Leque
 (janvier 2019).
Si vous disposez d'ouvrages ou d'articles de référence ou si vous connaissez des sites web de qualité traitant du thème abordé ici, merci de compléter l'article en donnant les références utiles à sa vérifiabilité et en les liant à la section « Notes et références ».
Le leque (éventail en portugais) est une technique de capoeira qui consiste à frapper ou repousser l'adversaire en faisant un mouvement de l'intérieur vers l'extérieur avec le creux ou le tranchant de la main, les doigts de celle-ci orientés vers le bas. On l'utilise le plus souvent pour contrer une cabeçada pendant une roue (comme l'enseignait Mestre Bimba) ou pour dévier des coups directs.